# Kittie Knox
Katherine Towle Knox (Massachussetts, 7 de octubre de 1874-Boston, 11 de octubre de 1900) fue una ciclista y la primera afroamericana en ser aceptada en la League of American Wheelmen, Liga de Timoneros Americanos.

## Biografía
Sus padres fueron Katherine Towle, una mujer blanca de East Parsonfield, Maine, que era trabajadora de una fábrica, y John Knox, un hombre negro de Filadelfia que trabajaba como sastre. Nació en Cambridgeport, Massachusetts. Su familia se mudó a Boston en la década de 1880. Knox trabajó como costurera y modista. Tenía un hermano, Ernest Knox. Murió en 1900 de una enfermedad renal y fue enterrada en el cementerio Mount Auburn en un terreno público. Los miembros de su familia le erigieron una lápida el 29 de septiembre de 2013.

### Trayectoria ciclista
Knox se unió a la LAW en 1893 en un momento en el que pocas mujeres eran miembros. La organización cambió sus estatutos para permitir solo miembros blancos en 1894. En 1895, la organización aclaró que los cambios constitucionales no eran retroactivos y la membresía de Knox en el grupo dejó de ser cuestionada. Knox persistió en las carreras a pesar de que a veces se le negaba el acceso a las mismas, así como al servicio de restaurantes y hoteles mientras viajaba. Knox era conocida tanto por su habilidad para el ciclismo, obteniendo el primer lugar en una reunión de LAW en Waltham, Massachusetts, como por sus atuendos ciclistas de moda. A diferencia de sus homólogos masculinos de la época, se prestó mucha atención a su apariencia y vestuario. Era una ciclista fuerte, participando y completando varias de las categorizadas como carreras de 100 millas.

## Legado
En 2019, la ciudad de Cambridge, Massachusetts, denomino el camino ciclista Kittie Knox Bike Path en su honor. Conecta Broadway y Binney Street en Cambridge.